# Scorpiops solidus
Espèce
Scorpiops solidus est une espèce de scorpions de la famille des Scorpiopidae.

## Distribution
Cette espèce est endémique d'Inde

## Description
Scorpiops solidus mesure de 32 à 40 mm.

## Publication originale
- Karsch, 1879 : « Skorpionologische Beiträge. II. » Mittheilungen des Münchener Entomologischen Vereins, vol. 3, no 2, p. 97-136 (texte intégral).